# 黒野村 (岐阜県揖斐郡)
黒野村（くろのむら）は、かつて岐阜県揖斐郡にあった村である。
現在の揖斐郡大野町黒野に該当する。
黒野村発足時は大野郡の村であったが、郡の分割編入で揖斐郡の村になった。

## 歴史
- 1875年（明治8年） - 東黒野村と西黒野村が合併し、黒野村となる。
- 1889年（明治22年）7月1日 - 町村制により、黒野村が発足。
- 1897年（明治30年）4月1日[2] - 大野郡が揖斐郡と本巣郡に分割。当村は揖斐郡の所属となる。
- 1897年（明治30年）4月1日 - 六里村、麻生村、相羽村、下方村と合併し大野村発足。同日黒野村廃止。